# دهستان خرازان
دهستان خرازان یکی از دهستان‌های استان مرکزی است که در بخش مرکزی شهرستان تفرش واقع شده است.
روستاهای تابع آن عبارتند از: ابره در ،جلایر ،خانک ،خرازان ،دیزج ،سرآبادان ،قریسمانه ،کندج ،گزئین